# Karl Kohn (Komponist)
Karl Kohn (* 1. August 1926 in Wien; † 18. November 2024 in Claremont) war ein US-amerikanischer Komponist, Pianist und Musikpädagoge österreichischer Herkunft.

## Leben
Kohn kam 1939 dreizehnjährig in die USA. Er studierte nach dem Zweiten Weltkrieg an der Harvard University bei Walter Piston, Irving Fine und Randall Thompson. Ein  Fulbright-Forschungsstipendium ermöglichte ihm einen Aufenthalt in Helsinki, außerdem erhielt er Stipendien der Guggenheim-, Howard- und Mellon-Stiftung. Mehrere Jahre gab er Sommerkurse am Berkshire Music Center in Tanglewood. Von 1950 bis 1994 war er Professor für Musik am Pomona College. Zu seinen Studenten hier zählten Douglas Leedy, David Noon und Susan Morton Blaustein, privat unterrichtete er u. a. Frank Zappa. Mit seiner Frau Margaret Kohn führte er Werke vorwiegend von Komponisten des 20. Jahrhunderts für zwei Klaviere auf. Als Komponist trat er vor allem mit kammermusikalischen Werken hervor.